# 海奴韋萊
海奴韋萊（Hainuwele，又譯哈伊奴維麗，意思是椰子的枝條），是一種與農業（穀物）起源相關的神話，
通常是描述女人由自身的穢物創造出穀物與食物的神話，或是從其屍體生出食物的一種屍體化生型神話。
在印尼馬魯古群島流傳有關神之少女的神話，
椰子樹中長出一名少女，少女名字正是海奴韋萊。
海奴韋萊能從糞便中生出貴重物品，使得她的家人變得富有，但卻引來嫉妒，
祭典之夜Hainuwele遭到殺害，之後其父將她的屍體挖出、分葬於各處，結果結出各種不同的芋頭。
另外著名的例子還有大宜都比賣。
傳說須佐之男曾向比賣神乞食，比賣神自鼻口等處取出美食，卻被須佐之男認為其是在污辱他、憤而殺死了比賣神。
比賣神死後身軀化為穀物，成為了五穀的起源。
同樣地，日本的瓜子姬與天邪鬼，以及保食神，都可視為一種海奴韋萊型神話。

## 延伸阅读
- Darlington, Beth The Myth of Hainuwele: Metamorphosis of a Maiden Goddess, Pacifica Graduate Institute, 1991
- Eliade, Mircea.  Myth and Reality. 1963.
- Jensen, Adolf E., Myth and Cult among Primitive Peoples, translated by Marianna Tax Choldin and Wolfgang Weissleder (Chicago: University of Chicago Press, 1963).
- Prager, Michael "Half-Men, Tricksters and Dismembered Maidens: The Cosmological Transformation of Body and Society in Wemale Mythology", École des hautes études, No. 174, (April–June 2005), pp. 103–124. JSTOR 40661536.

## 外部連結
- The Presentation of Death in East and Southeast Asia （页面存档备份，存于）